# Ärtvial
Ärtvial (Lathyrus pisiformis) är en ärtväxtart som beskrevs av Carl von Linné. Enligt Catalogue of Life ingår Ärtvial i släktet vialer och familjen ärtväxter, men enligt Dyntaxa är tillhörigheten istället släktet vialer och familjen ärtväxter. Arten har ej påträffats i Sverige. Inga underarter finns listade i Catalogue of Life.